# The Celts
The Celts é um álbum da cantora irlandesa Enya, lançado em 1992. É um re-lançamento de seu álbum de estréia Enya de 1987. Além do som melhorado, esta nova versão do álbum também contém uma versão mais longa da música "Portrait" (que dura 1:23, encontrado na versão original Enya), intitulado "Retrato: Out Of The Blue" 3:11.

## Faixas
1. "The Celts" – 2:50
2. "Aldebaran" – 3:05
3. "I Want Tomorrow" – 4:02
4. "March of the Celts" – 3:10
5. "Deireadh an Tuath" – 1:43
6. "The Sun in the Stream" – 2:55
7. "To Go Beyond (I)" – 1:20
8. "Fairytale" – 3:03
9. "Epona" – 1:36 (limited stereo)
10. "Triad: St. Patrick / Cú Chulainn / Oisín" – 4:25
11. "Portrait (Out of the Blue)" – 3:11
12. "Boadicea" – 3:30
13. "Bard Dance" – 1:23 (mono)
14. "Dan y Dŵr" – 1:41 (limited stereo)
15. "To Go Beyond (II)" – 2:50

## Certificações & Vendas
| País           | Associação | Certificação | Vendas    |
| -------------- | ---------- | ------------ | --------- |
| Alemanha       | BVMI       | Ouro         | 250,000   |
| Argentina      | CAPIF      | Ouro         | 30,000    |
| Brasil         | ABPD       | Platina      | 250,000   |
| Espanha        | PROMUCAE   | Ouro         | 50,000    |
| Estados Unidos | RIAA       | Platina      | 1,000,000 |
| Nova Zelândia  | RMNZ       | Ouro         | 7,500     |
| Reino Unido    | BPI        | Platina      | 300,000   |

## Charts
Álbum
| Ano  | Chart                   | Posição |
| ---- | ----------------------- | ------- |
| 1990 | Top New Age Albums (US) | 12      |